# Linaria salzmannii
Linaria salzmannii är en grobladsväxtart som beskrevs av Pierre Edmond Boissier. Linaria salzmannii ingår i släktet sporrar, och familjen grobladsväxter. Inga underarter finns listade i Catalogue of Life.